# Полуперманентная тушь
Полуперманентная тушь для ресниц (англ. semi-permanent) — это особая профессиональная косметика, предназначенная для подчёркивания, выделения и изменения естественного цвета ресниц, эффект от которой держится на протяжении нескольких недель.
Средство рассчитано для применения мастерами, которые знакомы со всеми особенностями процедуры, и не может использоваться в домашних условиях. Ингредиенты полуперманентной туши обычно включают нескольких видов волокон, создающие объём и оказывающие водоотталкивающее действие, цианоакрилат на основе каучука и экстрачёрный пигмент.

## История
Первую полуперманентную тушь выпустили в 2010 году в Каледонской Терапевтической Академии (Великобритания).
Идея изобретения появилась после открытия клеящегося вещества Flexi Glue, в состав которого входит натуральный каучук. Он позволяет при высыхании сохранять все гибкие свойства, при этом создавая естественный изгиб ресниц. Главной составляющей туши стал именно этот продукт. Все компоненты успешно прошли клинические испытания, что подтверждается соответствующим сертификатом безопасности.

## Применение
Полуперманентная тушь применяется для проведения процедур окрашивания ресниц в салонах красоты и мастерами по наращиванию ресниц.

## Использование
Полуперманентная тушь может использоваться на верхних и/или нижних ресницах. Используют кисточку или микробраш, захватывают состав, далее наносят на волоски. Не рекомендуется использовать тушь более 5 месяцев после вскрытия упаковки.
При правильном нанесении и соблюдении элементарных правил ухода эффект сохраняется от двух до трех недель. После чего снимается профессионалом специальным средством. При желании процедуру можно провести повторно. Время сеанса составляет 30 мин при нанесении на верхние ресницы и около 15 мин на нижние.

## На рынке в продаже
После выпуска первой полуперманентной туши на рынке появились и закрепились основные марки, которые составляют достойную конкуренцию друг другу:
- Myscara — тушь производства Великобритании, которая придает объём, изгиб и удлинение. Обычно, отсутствует в свободной продаже, необходимо пройти специализированное обучение на данной марке. Приобрести тушь и пройти обучение можно у официальных представителей данной торговой марки.
- IQ Mascara — тушь производства США, в состав которой входят медицинские ингредиенты, что делает её более востребованной среди профессионалов. Увеличивает объём.
- DP Lash — произведена в Германии по заказу российской компании Darbor. Тушь отличается быстрым высыханием, более длительным сроком носки на глазах (от 3 недель), создает дополнительный объём. Очень мягкая формула по сравнению с аналогами, не содержащая вредных веществ. Не требует специализированного обучение для приобретения.
- Lash Black — тушь производства Великобритании, в составе которой преобладают натуральные компоненты. Идеальна для аллергиков.
- Adele Sutton — тушь производства ЮАР, которая увеличивает до 15 % длину и на 40 % объём, а полученный результат сохраняется на протяжении 3-х недель.
- Diva Lash — полуперманентная тушь производства Франции, создана для клиенток с особо чувствительной кожей вокруг глаз. Увеличивает на 15 % объём и на 50 % длину.

## Предостережения
Не проводите самостоятельно процедуру нанесения полуперманентной туши на свои ресницы.